# Ясовеев, Марат Гумерович
Марат Гумерович Ясовеев (бел. Марат Гумеравіч Ясавееў; 23 марта 1949, Молодечно, Минская область, БССР, СССР — 19 октября 2019, Минск, Республика Беларусь) — белорусский ученый-геолог, доктор геолого-минералогических наук (1998), профессор (2001), один из основоположников геоэкологии в Республике Беларусь. 

## Биография
Марат Ясовеев родился 23 марта 1949 года в Молодечно Минской области. В 1959 году семья переезжает в Минск и десятилетний Марат поступает в школу с геологическим  уклоном. В 1966 году Ясовеев поступил на геолого-географический факультет Белорусского государственного университета им. В. И. Ленина (БГУ), но в 1969 году вместе с другими студентами-геологами был переведён на геологический факультет Киевского государственного университета им. Т. Г. Шевченко, который и окончил в 1971 году по специальности «гидрогеология и инженерная геология».
В 1971 году стал работать в Белорусском государственном институте инженерных изысканий (БелГИИЗ). С 1975 по 1999 год — научный сотрудник Института геологических наук АН БССР (ныне НАН Беларуси). В 1983 году защитил кандидатскую диссертацию по теме «Гидрогеология и промышленные рассолы Припятского прогиба», став кандидатом геолого-минералогических наук. В 1998 году защитил докторскую диссертацию по теме «Подземная гидросфера Беларуси (строение, экология, рациональное использование)».
В 1999–2003 годах был заведующим лабораторией геоэкологических проблем географического факультета БГУ. С 2003 по 2016 годы работал в Белорусском государственном педагогическом университете им. М. Танка (декан факультета естествознания, с 2006 года – заведующий кафедрой экономической географии и охраны природы). С 2016 года профессор Международный государственный экологический институт им. А. Д. Сахарова БГУ.

## Научная деятельность
В сферу научных интересов Ясовеева входили проблемы общей и региональной гидрогеологии, минеральные воды, охрана природы и мониторинг окружающей среды, геоэкологические проблемы техногенеза, экологическое образование, туризм и рекреация, рациональное природопользование, а также вопросы педагогики (участвовал в разработке концепции многоуровневого непрерывного экологического образования в Республике Беларусь).
Автор более 500 научных публикаций, в том числе 28 монографий, 30 учебников, учебных и учебно-методических пособий, которые издавались как в Белоруссии, так и в России, Украине, Прибалтике, США и Германии.
За время работы в высших учебных заведениях подготовил 5 кандидатов наук и более 30 магистрантов. Долгое время был экспертом Высшей аттестационной комиссии Республики Беларусь.

## Труды
Ниже приведён неполный список работ М. Г. Ясовеева.
- «Природные факторы оздоровления: учебник». Минск, 2004 (в соавт.).
- «Водные ресурсы Республики Беларусь». Минск, 2005 (в соавт.).
- «Курорты и рекреация в Беларуси». Могилев. 2005 (в соавт.).
- «Общая геология с основами геологии Беларуси: учебное пособие». Минск, 2006 (в соавт.).
- «Экология и рациональное природопользование». Минск, 2006 (в соавт.).

## Награды
- 1998 — Государственная премия Республики Беларусь (вместе с группой соавторов за цикл работ по изучению и освоению минеральных вод Республики Беларусь).